# Jane Crewdson
Jane Crewdson, född Fox 22 oktober 1808 i Perranarworthal, död 14 september 1863 i Manchester, var en brittisk författare i England. Hon var gravt invalidiserad från födelsen.

## Psalmer
- Giv mig den frid som du, o Jesus, giver, nr 316 i Svenska Missionsförbundets sångbok 1920. Översatt av Lina Sandell Finns på Wikisource.
- Jag har den sällhet funnit, nr 327 i Svenska Missionsförbundets sångbok 1920. Översatt till svenska av Jonas Stadling 1880 och ytterligare bearbetad av Gustaf Adolf Gustafsson 1919.